# Tore Byting
Tore Byting var en svensk väpnare som finns omnämnd i samtida källor mellan 1416 och 1437–1439. Han tros ha varit herre till sätesgården Stola i Västergötland, vilken innehades av hans änka Holmfrid Jonsdotter år 1478. Det är omtvistat vilket vapen Tore Byting förde, men det har antagits föreställa ett nedvänt musselskal. En bevarad 1500-talsavritning av hans sigill visar dock ett svårtolkat motiv som har beskrivits som "tre föremål, som liknar hockeyklubbor, ställda stolpvis" (Beerståhl).
Byting är framför allt känd som anfader till ett antal svenska adelsätter. En första sammanställning över hans ättlingar gjordes 1579 och förvaras i Riksarkivet. Den har sedermera utgivits i tryckt form 1885 (i Svenska autografsällskapets tidskrift) och 1958 (i Släkt och Hävd).

## Barn
1. Karin Toresdotter Byting.
2. Ingeborg Toresdotter Byting, troligen gift med Sven Jonsson (halv lilja).
3. Ingegerd Toresdotter Byting.